# I LOVE STAR
I LOVE STAR는 시청자들과 프로게이머, 감독 등 게스트가 배틀넷을 통해 스타크래프트 경기를 하는 프로그램이다.

## 역사
종영 되었던 프로그램인 CU@BATTLE NET이 전신으로, 종영된 지 3년 만인 2007년 10월 11일에 I LOVE STAR라는 새로운 이름으로 처음 방송되었다. 이전 프로그램에 비해 코믹적 요소가 줄고 토크적 요소는 늘어났다. 인기가 늘어남에 따라 "수능 뒤풀이 Day나" "MBCGAME HERO" 등의 특집 프로그램을 편성한 적도 있다. 2008년 1월 5일부터는 겨울방학특집으로 목요일과 토요일을 걸쳐 주2회 방송을 시작했다. 1월 26일에는 스타뒷담화 특별 편성 5시간 스페셜로 방송하였다.

## 게스트
I LOVE STAR에서는 매주 초대된 게스트와 시청자가 대전을 벌인다.
| 회차                 | 방송날짜         | 게스트                 |
| -------------------- | ---------------- | ---------------------- |
| 1회                  | 2007년 10월 11일 | 김가을                 |
| 2회                  | 2007년 10월 18일 | 이창훈                 |
| 3회                  | 2007년 10월 25일 | 송병구                 |
| 4회                  | 2007년 11월 1일  | 변은종                 |
| 5회                  | 2007년 11월 8일  | 전태규                 |
| 6회                  | 2007년 11월 15일 | 이승훈                 |
| 수능뒤풀이 Day 특집  | 2007년 11월 17일 | 김정민                 |
| 7회                  | 2007년 11월 22일 | 차재욱                 |
| 8회                  | 2007년 11월 29일 | 원종서                 |
| MBCGAME HERO 특집    | 2007년 12월 1일  | 서경종, 민찬기         |
| 9회                  | 2007년 12월 6일  | 오영종                 |
| 10회                 | 2007년 12월 13일 | 김정환                 |
| 11회                 | 2007년 12월 20일 | 손찬웅                 |
| 크리스마스 특집      | 2007년 12월 25일 |                        |
| 12회                 | 2007년 12월 27일 | 최가람                 |
| 13회                 | 2008년 1월 3일   | 이종미                 |
| 14회                 | 2008년 1월 5일   | 강민                   |
| 15회                 | 2008년 1월 10일  | 강민, 김윤환           |
| 16회                 | 2008년 1월 12일  | 홍진호                 |
| 17회                 | 2008년 1월 17일  | 홍진호                 |
| 18회                 | 2008년 1월 19일  | 이영호                 |
| 19회                 | 2008년 1월 24일  | 이영호                 |
| 아이러브스타데이특집 | 2008년 1월 26일  | 박정석, 박성균, 박태민 |
| 20회                 | 2008년 1월 31일  | 박정석                 |

## 코너
- 스타 다이어리 - 초청된 게스트와 인터뷰. 시청자와 대전을 벌인다.
- 스타 앞담화 - 프로그램의 MC인 장진수, 이종미, 김정민이 대전을 벌이고 게스트는 해설을 맡는다.
- 스타 ON플레이 - 게스트와 MC 2명이 사전 예선을 통과한 시청자 2명과 팀으로 대전을 벌인다.